# Durango (Iowa)
Durango ist ein kleiner Ort (mit dem Status „City“) im Dubuque County im Osten des US-amerikanischen Bundesstaates Iowa. Das U.S. Census Bureau hat bei der Volkszählung 2020 eine Einwohnerzahl von 20 ermittelt.

## Geografie
Durango liegt am Little Maquoketa River; der Mississippi, der die Grenze zu Illinois und Wisconsin bildet, befindet sich zehn Kilometer östlich. Der Ort liegt auf 42°33′36″ nördlicher Breite und 90°46′33″ westlicher Länge und erstreckt sich über 0,1 km². Durango liegt in der Peru Township. 
Durango liegt im nordwestlichen Vorortbereich von Dubuque, dessen Stadtzentrum 14,9 km entfernt ist. Weitere Nachbarorte sind Sherrill (7,2 km nördlich), Sageville (7,5 km östlich), Asbury (6,3 km südöstlich) und Rickardsville (10,4 km westnordwestlich).
Die nächstgelegenen größeren Städte sind die Quad Cities (129 km südlich), Cedar Rapids (125 km südwestlich) und Waterloo (148 km westlich).

## Verkehr
Durch Durango führt der U.S. Highway 52, der hier auf einer gemeinsamen Strecke mit dem Iowa Highway 3 verläuft. 
Der nächstgelegene Flughafen ist der 26,5 km südlich gelegene Dubuque Regional Airport. 

## Demografische Daten
Nach der Volkszählung im Jahr 2010 lebten in Durango 22 Menschen in 10 Haushalten. Die Bevölkerungsdichte betrug 220 Einwohner pro Quadratkilometer. In den 10 Haushalten lebten statistisch je 2,2 Personen. 
Ethnisch bestand die Bevölkerung zu 100 Prozent aus Weißen. 
18,2 Prozent (vier Personen) der Bevölkerung waren unter 18 Jahre alt, 54,2 Prozent (zwölf Personen) waren zwischen 18 und 64 und 27,6 Prozent (sechs Personen) waren 65 Jahre oder älter. 36,4 Prozent (acht Personen) der Bevölkerung war weiblich.
Das mittlere jährliche Einkommen eines Haushalts lag bei 77.000 USD. Das Pro-Kopf-Einkommen betrug 31.012 USD. 9,1 Prozent der Einwohner (zwei Personen) lebten unterhalb der Armutsgrenze.